# ژاک
ژاک (به فرانسوی: Jacques) یک نام مردانه فرانسوی و معادل نام انگلیسی جیمز می‌باشد.
- ژاک-ایو کوستو
- ژاک امل
- ژاک کارتیه
- ژاک شیراک
- ژاک دریدا
- ژاک ایبر
- ژاک مارکت
- ژاک افنباخ
- ژاک پرور
- ژاک رانسیر
- ژاک تاتی
- ژاک روگ
- ژاک لاکان
- ژاک برل
- ژاک مونود
- ژاک وینو